# Sena la Argenteuil (pictură de Monet)
Sena la Argenteuil este o pictură în ulei pe pânză realizată în 1873 de pictorul francez Claude Monet, una dintr-o serie de picturi realizate de artist în această zonă.
Pictura se află într-o colecție privată.

## Cultura populară
Sena la Argenteuil a fost prezentată și a oferit (împreună cu alte picturi Monet) titlul pentru filmul Vanilla Sky realizat în 2001. În film, personajul principal, David (Tom Cruise), este proprietarul tabloului, iar subconștientul său folosește descrierea cerului.